# Producciones Editoriales
Producciones Editoriales fue una editorial española, ubicada en Barcelona y fundada en 1970, dedicada a la publicación de álbumes de cromos, fotonovelas, novelas de quiosco y cómics. Fue la responsable de la colección contracultural Star Books.

## Trayectoria
Sucesora de Ferma, inició en 1971 las colecciones "Bang", compuesta por novelas de Antonio Viader, y "Super-ficción", rebautizada más tarde como "Extraficción" a causa de su coincidencia de nombre con la colección homónima de Martínez Roca, y que estuvo dedicada a la ciencia ficción. También empezó a editar cómic de género como "Combate" (1972, bélico), "Horror" (1973, terror), "África Salvaje" (1974, aventuras), "Sendas Salvajes" (1974, Oeste), etc.
A partir de 1974, y bajo la dirección de Juan José Fernández (hijo del propietario), continuó con colecciones como "Dodge Oeste", dedicada a novelas del oeste, pero se enfocó hacia la contracultura. Produjo así revistas de historietas como "Star" y "Bésame Mucho". 
Con la llegada de la democracia, lanzó también las colecciones Documento, de tema político, y Sexy Novela. 

## Star Books
Jaime Rosal y Juan José Fernández dirigieron la colección "Star Books", que sacó a la luz 37 libros entre 1975 e 1982, presentando por primera vez en España a autores como Jim Carroll (Basketball Diary, 1982), Gregory Corso (Gasolina y otros poemas, en 1980), Allen Ginsberg (Aullido, en 1976), Jack Kerouac (En la carretera, en 1975), William S. Burroughs (Cartas del Yagé, en 1977), Timothy Leary (Confesiones de un adicto a la esperanza, 1978), Neil Cassady (El primer tercio, en 1978), Steven Wilson (El viajero perdido, en 1979), Harlan Ellison (No tengo boca y debo gritar, en 1976), Michael Butterworth y Michael Moorcock (El tiempo de los señores halcones, en 1978) o Hunter S. Thompson (Miedo y asco en las vegas, en 1979). También publicó obras de músicos de la contracultura como Woody Guthrie (Con destino a la gloria, en 1977), Bob Dylan (Tarántula, en 1976) o Jim Morrison (Señores y nuevas criaturas, en 1977), y obras clásicas heterodoxas como Las confesiones de un comedor de opio inglés (Thomas de Quincey, en 1976), el Tratado sobre la tolerancia (Voltaire, en 1976), Ubu Rey (Alfred Jarry, en 1976), Walden o la vida en los bosques (Henry D. Thoreau, en 1976) o Erewhon (Samuel Butler, en 1977). 
La colección Star Books también sirvió de plataforma para la literatura en español más rompedora: Poemas V2. Poesía compuesta por un ordenador (Ángel Carmona, 1976), La(s) falsa(s) ceremonia(s) (Jaime Rosal, 1977) o Derrama whisky sobre tu amigo muerto (Raúl Núñez, 1979). 

## Colecciones de tebeos
| Título         | Año  | Guionista | Dibujante | Ejemplares | Tamaño | Precio facial en pesetas |
| -------------- | ---- | --------- | --------- | ---------- | ------ | ------------------------ |
| África salvaje | 1974 | Varios    | Varios    |            | 26x19  |                          |
| Actares        | 1980 | Varios    | Varios    |            |        |                          |
| Infinitum 2000 | 1980 | Varios    | Varios    |            |        |                          |